# 金屬疲勞

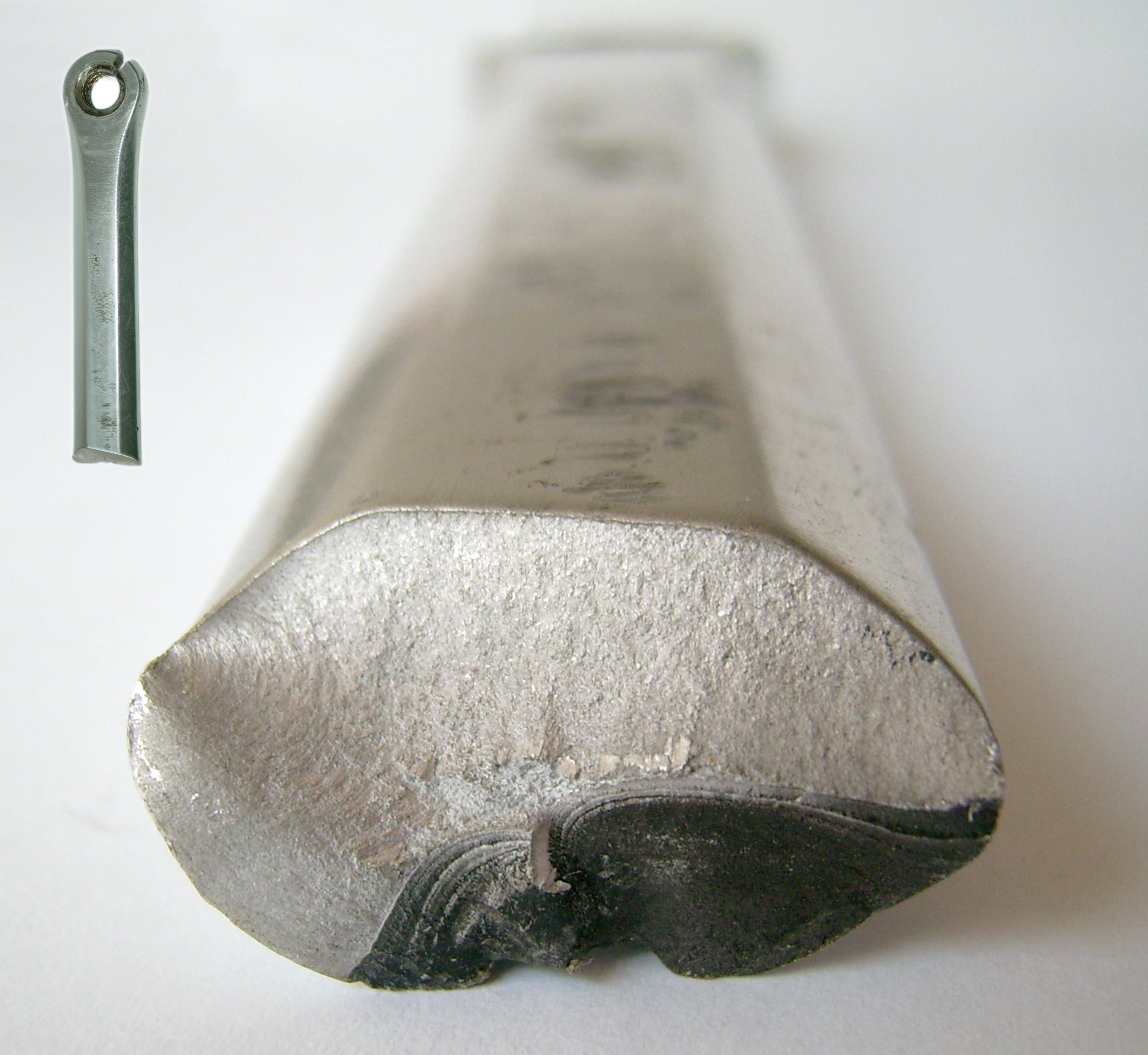
金屬疲勞

疲勞一詞在材料科學領域， 意指物件因持續受到動態變化的應力而造成結構劣化。引起疲勞的動態變化應力通常遠小於靜態的極限拉伸應力或極限屈變應力。疲勞是漸進且局部的結構損壞過程，由於長時間日積月累而產生，所引起的破裂往往在毫無預警的情況下發生，可能直接導致事故（例如空難）的發生，因此相關的預防、檢查、處理格外重要。

## 簡介
金屬疲勞在日常生活中隨處可見，例如將鐵絲或迴紋針反覆折拗幾次後便會斷裂。
疲勞現象發生於物件反覆受應力時，可大致分為三階段: 若應力超過一定閾值，在高應力集中點會形成微小裂縫（應力集中點包括：表面刮痕、尖銳填角、鍵槽、缺口等），接者，隨著每次的循環應力，裂縫逐漸擴張。最後一旦裂縫達到一臨界尺寸，裂縫將快速擴展，物件斷裂。物件設計的形狀會顯著地影響疲勞壽命， 例如，方孔和尖角凹槽會提高局部應力，裂縫較容易產生。相反地，若改成圓孔和圓滑凹槽，裂縫較不容易產生。
這種現象不限於固體金屬，許多固體材料也都有這種現象發生。

## 疲勞壽命
美國材料和試驗協會定義疲勞壽命 (Nf) 為某規定應力下，一材料試片破損所需應力循環數。  某些材料, 特別是鋼、钛合金，低於一應力振幅之下不會疲勞破損，稱為疲勞極限.

## 高週期疲勞

### S-N 曲線
一般以 S-N 曲線（亦稱為烏勒曲線）分析材料的疲勞特性，縱軸為循環應力震幅（Stress），橫軸為應力週期數對數值（cycle）。
材料的疲勞性質可在實驗室模擬取得資料，根據實際情況調整應力，並記錄達到破裂所需的施力週期次數（此種測試英文名為coupon testing）。最簡單的測試為正弦週期張應力-壓應力。每次測試產生一數據點，但往往相同應力下，同一批試片所測得週期數會有差異，所得離散的數據需統計分析，以繪製所需的S-N 曲線。

## 影響疲勞壽命的因素[4]
- 循環應力: 壽命因應力及其效應的複雜程度而異，包括應力的周期圖形、應力分布、應力幅度、平均應力、雙軸應力比、同相或反相相位剪力、應力順序等等。
- 表面處理: 機械切削的過程中，難免有留下微小的刮痕，凹痕處往往是應力集中處，也是降低疲勞壽命的元兇。此時，可採用珠擊處理（shot peening），藉由使物件表面產生殘留壓縮應力，抵消外來的拉伸應力，進而增加疲勞壽命。類似珠擊有高速敲擊的製程稱為peening。另外，低塑性滾軋（Low plasticity burnishing）、雷射強化（laser peening）、超音波衝擊處理（ultrasonic impact treatment）等較新穎的方法也可以產生表面殘留壓縮應力以增加疲勞壽命。

- 材料種類: 疲勞壽命以及承受循環應力時的表現特徵，因材料種類而異。如:聚合物與金屬比較相差甚遠。

- 殘留應力: 焊接、切削、鑄造、拋磨等加工過程，牽涉熱與形變，可能會產生足以降低疲勞強度的殘留應力。

- 內部缺陷的分布及大小: 鑄造缺陷如氣體孔隙、非金屬夾雜物、縮孔鑄疵等等，會降低疲勞強度。

- 真空與否 : 金属等材料在空氣中相較於真空環境更易疲勞，程度取決於濕度及溫度高低。含氧的溼空氣也是某種程度上的腐蝕劑。石油、海水等物質腐蝕性更高，可能減少更多的疲勞壽命。[5]

- 腐蝕環境 : 環境條件造成的腐蝕、氣體脆化（gas-phase embrittlement）等腐蝕疲勞會影響疲勞壽命。

- 溫度 : 極高溫或低溫會降低疲勞強度。劇烈的溫差會造成熱應力，而材料在低溫時脆性較高，高溫時易氧化或腐蝕。

- 裂縫閉合 : 裂縫閉合是當承受應力疲乏時，張力負載卸力（unloading）過程仍存在部分張力時，裂縫間隙已閉合。這意味者，張力高於一特定值，裂縫才會張開。塑性變形、裂縫表面生成氧化物、裂縫進水、裂縫表面粗糙為解釋裂縫閉合的可能原因。裂縫閉合可減緩裂縫生長速率，用以解釋比預期更長的疲勞壽命。

## 例子
- 英國海外航空781號班機空難
- 日本航空123號班機空難
- 阿罗哈航空243号班机事故
- 以色列航空1862號班機空難
- 艾雪德列車出軌事故
- 中華航空611號班機空難
- 联合航空328号班机事故
- 2022年MIRROR演唱會事故
- 遠東航空103號班機空難